# جون ميلتون نيليز
جون ميلتون نيليز (بالإنجليزية: John Milton Niles)‏ (و. 1787 – 1856 م) هو سياسي، وقاض، ومحام، وكاتب عمومي، وكاتب من الولايات المتحدة الأمريكية .
تولى منصب عضو مجلس الشيوخ الأمريكي .